# Московский электромеханический ремонтный завод
Московский электромеханический ремонтный завод (МЭМРЗ) — промышленное предприятие в Москве, занимающееся производством тяговых электродвигателей. МЭРМЗ был основан 15 ноября 1934 года как тяговые мастерские, спустя год получил современное название, специализировался на ремонте получивших распространение двигателей ДПЭ-340, ДПЭ-400, ДПИ-150, ДП-150, ДМГ-1500/50, ДДИ-60, поставлял в электровозные и моторовагонные депо запасные части для электрического подвижного состава. В 1941 году завод был эвакуирован в депо Сортировочное в Свердловске, где на его базе был налажен выпуск гвардейских реактивных миномётов, корпусов артиллерийских снарядов и другой оборонной продукции. В послевоенные годы предприятие занималось заводским ремонтом тяговых двигателей и вспомогательных машин подвижного состава с электрической и тепловозной тягой.
До начала 1960-х годов МЭМРЗ был единственным специализированным заводом по ремонту электрических машин в системе Министерства путей сообщения СССР. 18 июля 1961 года приказом Министерства путей сообщения МЭРМЗ был выделены в Главное управление по ремонту подвижного состава и производству запасных частей (ЦТВР), и на коллектив предприятия были возложены задачи по передаче опыта и обучению рабочих и служащих вновь организуемых заводов, Челябинского, Запорожского и Новосибирского электровозоремонтных заводов, Улан-Удэнского локомотивовагоноремонтного завода, Воронежского и Астраханского тепловозоремонтных заводов и других подотчётных Министерству путей сообщения предприятий. К началу 1990-х годов МЭРМЗ занимался ремонтом тяговых электродвигателей и вспомогательных машин электроподвижного состава, выпускал запасные части. В 2000-м году завод был акционирован в рамках программы приватизации вспомогательных предприятий Министерства путей сообщения Российской Федерации, не связанных с железнодорожными перевозками.